# Bandera de Teià
La bandera oficial de Teià té la descripció següent:
Bandera apaïsada, de proporcions dos d'alt per tres de llarg, blanca en els dos primers terços verticals, amb el matapoll verd fosc de l'escut d'alçària 2/3 de la del drap i amplària 5/9 de la llargària del mateix drap, al centre; i amb l'últim terç vertical groc amb quatre pals vermells.

## Història
Va ser aprovada el 26 de maig del 2006 i publicada al DOGC el 22 de juny del mateix any amb el número 4660. Està basada en l'escut heràldic de la localitat.